# Anything to say?

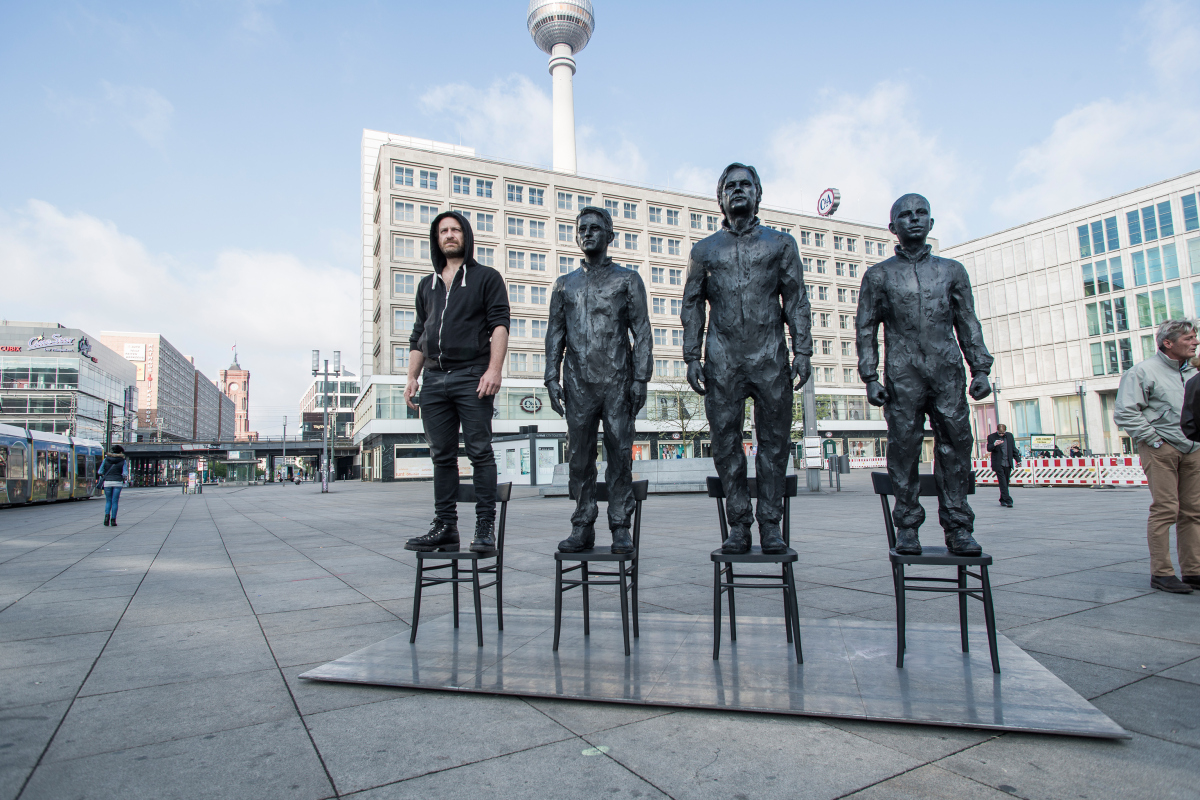
Anything to say? Erste Präsentation am 1. Mai 2015 auf dem Alexanderplatz in Berlin, auf dem Stuhl links ihr Schöpfer Davide Dormino

Anything to say? ist eine Kunstinstallation des italienischen Bildhauers Davide Dormino. Sie thematisiert die US-Whistleblower Chelsea Manning (* 1987) und Edward Snowden (* 1982) sowie den australischen Politaktivisten, Journalisten und Programmierer Julian Assange (* 1971).
Ihre Gemeinsamkeit besteht in der Verfolgung durch die Vereinigten Staaten seit Beginn der 2010er-Jahre. Die Installation wurde am 1. Mai 2015 auf dem Berliner Alexanderplatz durch Patrick Bradatsch und Davide Dormino erstmals öffentlich präsentiert.
Die Installation beruht auf einer Idee des Autors und Rundfunksprechers Charles Glass und besteht aus einer jeweils lebensgroßen Bronzeplastiken der drei Protagonisten, vier Stühlen und einer Metallplatte, auf der alle Stühle stehen. Auf den drei rechten Stühlen stehen die Bronzeplastiken, der linke Stuhl ist leer. Er hat nach Angaben der Initiatoren die doppelte Bedeutung, bequem sein zu können, aber es kann auch ein Podest sein, um zur besseren Sicht darauf zu steigen und mehr zu erfahren oder sogar den ersten Schritt zu machen und wie die drei Vorbilder Mut zu zeigen, obwohl sie sichtbar bedroht und verurteilt wurden.
Bis Ende 2016 folgten weitere zehn Ausstellungen, zumeist ebenso auf bekannten öffentlichen Plätzen im Rahmen einer Kunstaktion, vor allem in Deutschland, Frankreich und Italien, aber auch im benachbarten Ptuj in Slowenien sowie im serbischen Belgrad. 2019 begann erneut eine Serie öffentlicher Aktionen und Präsentationen, die nun auch die Schweiz, Österreich und Belgien umfasste und am 24. Juni 2023 nach London führte, wo man Julian Assange bis zum 25. Juni 2024 gefangen hielt. Anschließend ging sie nach Sydney und Melbourne in Australien und im Oktober schließlich zurück nach Lugano im schweizerischen Tessin.

## Liste der Aktionen und Präsentationen
| Beginn        | Ende          | Land                   | Ort       | Platz                                           |
| 2015          | 2015          | 2015                   | 2015      | 2015                                            |
| ------------- | ------------- | ---------------------- | --------- | ----------------------------------------------- |
| 1. Mai        | 1. Mai        | Deutschland            | Berlin    | Alexanderplatz                                  |
| 3. Mai        | 3. Mai        | Deutschland            | Berlin    | Internationales Kultur Centrum                  |
| 10. Juli      | 1. September  | Deutschland            | Dresden   | Theaterplatz – Ostrale                          |
| 14. September | 18. September | Schweiz                | Genf      | Place des Nations                               |
| 23. September | 29. September | Frankreich             | Paris     | Place Georges-Pompidou                          |
| 16. November  | 21. November  | Frankreich             | Straßburg | Kléberplatz – Forum Mondial de la Démocratie    |
| 2016          |               |                        |           |                                                 |
| 9. März       | 14. März      | Frankreich             | Tours     | Hauptbahnhof – Assises du Journalisme           |
| 6. April      | 10. April     | Italien                | Perugia   | IV Novembre – International Journalism Festival |
| 8. Juni       | 16. Juni      | Serbien                | Belgrad   | Dev9t Festival                                  |
| 8. Juli       | 16. Juli      | Slowenien              | Ptuj      | Mesti trg Square                                |
| 6. Dezember   | 13. Dezember  | Italien                | Rom       | Piazzale Aldo Moro – Universität La Sapienza    |
| 2017          |               |                        |           |                                                 |
| 2018          |               |                        |           |                                                 |
| 2019          |               |                        |           |                                                 |
| 27. November  | 30. November  | Deutschland            | Berlin    | Brandenburger Tor                               |
| 6. Juli       | 13. Juli      | Italien                | Spoleto   | Piazza Campello                                 |
| 2020          |               |                        |           |                                                 |
| 16. Oktober   | 18. Oktober   | Deutschland            | Köln      | Domplatte                                       |
| September     | September     | Österreich             | Lünersee  | —                                               |
| 2021          |               |                        |           |                                                 |
| 29. Januar    | 31. Januar    | Belgien                | Brüssel   | Place de la Monnaie                             |
| 5. Juni       | August        | Schweiz                | Genf      | Bains des Pâquis                                |
| 2022          |               |                        |           |                                                 |
| 6. August     | 10. August    | Deutschland            | Leipzig   | Augustusplatz                                   |
| 8. Mai        | 15. Mai       | Italien                | Udine     | Piazza Libertà                                  |
| 2023          |               |                        |           |                                                 |
| 7. März       | 8. März       | Australien             | Melbourne | Queensbridge Square                             |
| 10. März      | 11. März      | Australien             | Sydney    | St. Andrews Cathedral                           |
| 24. Juni      | 24. Juni      | Vereinigtes Königreich | London    | Parliament Square                               |
| 19. Oktober   | 22. Oktober   | Schweiz                | Lugano    | Piazza Castello                                 |
| 2024          |               |                        |           |                                                 |